# Morbid Fascination of Death
Morbid Fascination of Death – album norweskiej grupy black metalowej Carpathian Forest.

## Lista utworów
Opracowano na podstawie materiału źródłowego.
| Nr  | Tytuł utworu                                            | Długość |
| --- | ------------------------------------------------------- | ------- |
| 1.  | „Fever, Flames and Hell”                                | 2:31    |
| 2.  | „Doomed to Walk the Earth as Slaves of the Living Dead” | 3:12    |
| 3.  | „Morbid Fascination of Death”                           | 2:28    |
| 4.  | „Through Self-Mutilation”                               | 2:58    |
| 5.  | „Knokkelmann”                                           | 3:42    |
| 6.  | „Warlord of Misantrophy”                                | 2:43    |
| 7.  | „A World of Bones”                                      | 4:43    |
| 8.  | „Carpathian Forest”                                     | 2:06    |
| 9.  | „Cold Comfort”                                          | 5:08    |
| 10. | „Speechless”                                            | 3:27    |
| 11. | „Ghoul” (cover Mayhem)                                  | 3:40    |
| 12. | „Nostalgia” (Wersja demo)                               | 9:34    |
|     |                                                         | 46:12   |

## Twórcy
Opracowano na podstawie materiału źródłowego.
- R. Nattefrost - śpiew, gitara, syntezator
- J. Nordavind - gitara, syntezator i śpiew w "Speechless"
- Terje Vik "Tchort" Schei - gitara basowa
- Anders Kobro - perkusja
- Vrangsinn - gitara basowa, syntezator oraz śpiew towarzyszący w "Nostalgia"

Udział gościnny
- Nina Hex - kobiecy śpiew w "Doomed to Walk the Earth as Slaves of the Living Dead"
- E. Kulde - śpiew towarzyszący w "Knokkelman" i "Carpathian Forest"
- Mötorsen - saksofon w "Cold Comfort" oraz "Nostalgia"
- C. Alucard - mowa w "Morbid Fascination of Death"